# Adenia ecirrosa
Adenia ecirrosa är en passionsblomsväxtart som beskrevs av De Wilde. Adenia ecirrosa ingår i släktet Adenia och familjen passionsblomsväxter. Inga underarter finns listade i Catalogue of Life.